# 岡本高明
岡本 高明（おかもと こうめい、1944年7月3日 - 2012年7月19日）は俳人。

## 経歴
岡山県生まれ。1977年、岸田稚魚に師事し、俳誌「琅玕」（玕：王偏に干）に入会。1983年、第6回琅玕賞受賞。1984年、「晨」同人。1988年、句集『風の縁』にて第12回俳人協会新人賞受賞。1991年、岡井省二らとともに俳誌「槐」を創刊、編集長。その後「槐」を離れ、「船団」「雷魚」などで活動を行う。俳人・山尾玉藻は妻。
作風については、澄んだ境の底に日々を生きる人としての澱が大切に沈んでおり、それが作品の厚さとなっている。
2015年に刊行された『ちちはは』は遺句集であるが、岡本自身は、遺句集は遺族の自己満足に過ぎぬと認めず、自身の死後も無用と言い遺していたが、史料としての必要性の判断から、山尾が刊行した。

## 著書
- 句集『風の縁』 本阿弥書店、1988年
- 句集『ちちはは』 文學の森、2015年